# أنتونيو سانتوس بيرالبا
أنتونيو سانتوس بيرالبا كان رئيسا لريال مدريد من 1940 إلى 1943.
| سبقه أدولفو ملينديز | رئيس ريال مدريد 1940–1943 | تبعه سانتياغو بيرنابيو |